# Římskokatolická farnost Hůrka
Římskokatolická farnost Hůrka je zaniklým územním společenstvím římských katolíků v rámci sušicko-nepomuckého vikariátu českobudějovické diecéze.

## O farnosti

### Historie
Ves Hůrka byla založena roku 1732 při sklářské huti a roku 1785 zde vznikla expozitura. Z té roku 1798 byla zřízena lokálie. Rodina Hafenbrändlů zde vystavěla kostel sv. Vincence Ferrerského a kapli sv. Kříže, ve které si zřídili rodinnou hrobku. Roku 1857 byla lokálie povýšena na samostatnou farnost. V letech 1940–1945 byla místní farnost nuceně spravována z pasovské diecéze. Po skončení druhé světové války byla navrácena českobudějovické diecézi. Roku 1950 se území farnosti stalo součástí vojenského újezdu Dobrá Voda. Kostel byl spolu s vesnicí postupně zničen. V roce 1952 byly ostatky mrtvých z krypty pod kaplí sv. Kříže zneuctěny a rozstříleny vojáky.
Po roce 1989 započaly snahy o rekonstrukci místa. Byla obnovena zničená kaple sv. Kříže a roku 2003 byla znovu vysvěcena. Téhož roku byl do věže kaple zavěšen zvon. Roku 2011 byla do kaple instalována socha Ježíše Krista od Vladimíry Tesařové.

### Současnost
Farnost byla ke dni 31.12.2019 zrušena. Jejím právním nástupcem je Římskokatolická farnost Hartmanice.
| Kostel                          | Místo | Bohoslužba             | Bohoslužba             | Poznámka             |
| ------------------------------- | ----- | ---------------------- | ---------------------- | -------------------- |
| Kaple sv. Kříže                 | Hůrka | neslouží se pravidelně | neslouží se pravidelně | obecní kaple         |
| Kostel sv. Vincence Ferrerského | Hůrka | nelze sloužit          | nelze sloužit          | zbořený farní kostel |